# Chiesa di San Girolamo Sacerdote e Dottore della Chiesa
La chiesa di San Girolamo Sacerdote e Dottore della Chiesa, o più semplicemente chiesa di San Girolamo, è la parrocchiale patronale di Pissatola, frazione del comune italiano di Trecenta in provincia di Rovigo. Appartiene al vicariato di Badia-Trecenta della diocesi di Adria-Rovigo e risale al XVI secolo 

## Storia
Il vescovo di Ferrara Giovanni Fontana si recò in visita pastorale in località Pissatola, presso Trecenta, nel 1591. Negli atti stesi durante la visita descrisse l'allora oratorio con dedicazione a San Girolamo, che era stato edificato da poco, come insufficiente per i fedeli del posto e invitò ad ampliarlo. Tre anni più tardi il vescovo istituì la parrocchia e quando i lavori per la sua costruzione furono terminati, il 25 giugno 1596, celebrò la solenne consacrazione della nuova chiesa parrocchiale dotata già di torre campanaria e cimitero per la comunità. Circa due secoli più tardi l'arcivescovo di Ferrara e cardinale Alessandro Mattei vi si recò in visita pastorale e negli atti che fece compilare descrisse la chiesa come ristrutturata, dotata di un rinnovato presbiterio, di coro, sagrestie e con la sala ampliata da cappelle laterali quindi adatta alle necessità dei fedeli di Pissatola. Solo due anni più tardi, in seguito all'invasione d'Italia intrapresa da Napoleone Bonaparte, la piccola frazione nel comune di Trecenta risultò essere l'unica sede parrocchiale ferrarese rimasta sotto il controllo austriaco di Francesco II d'Asburgo-Lorena e il cardinale Alessandro Mattei vi trovò temporaneo rifugio per sottrarsi alle disposizioni delle forze di occupazione francesi. Tra la fine del XIX secolo e l'inizio del successivo Il luogo di culto fu oggetto di importanti lavori di ristrutturazione e completamento che comportarono la posa dei nuovi altari, l'altare maggiore, i due altari laterali e anche l'altare della cappella invernale. A partire dal 1928, in seguito ad interventi mal progettati, fu necessario chiudere la chiesa al culto perché divenuta poco sicura dal punto di vista statico e si decise di far iniziare i lavori per la sua messa in sicurezza. Tali interventi fu possibile realizzarli solo molto più tardi, durante il secondo dopoguerra del XX secolo, tra il 1950 e il 1960. L'antica struttura venne sensibilmente modificata e molte parti storiche andarono perdute. Nuovi interventi sono stati realizzati nel terzo decennio del XXI secolo e a conclusione di questi lavori, nel marzo del 2022, la facciata della chiesa risultò rinnovata, furono installate le nuove e venne rinnovato l'impianto di illuminazione. Il vescovo di Rovigo Pierantonio Pavanello ha presieduto alla Messa per la benedizione della chiesa rinnovata.

## Descrizione

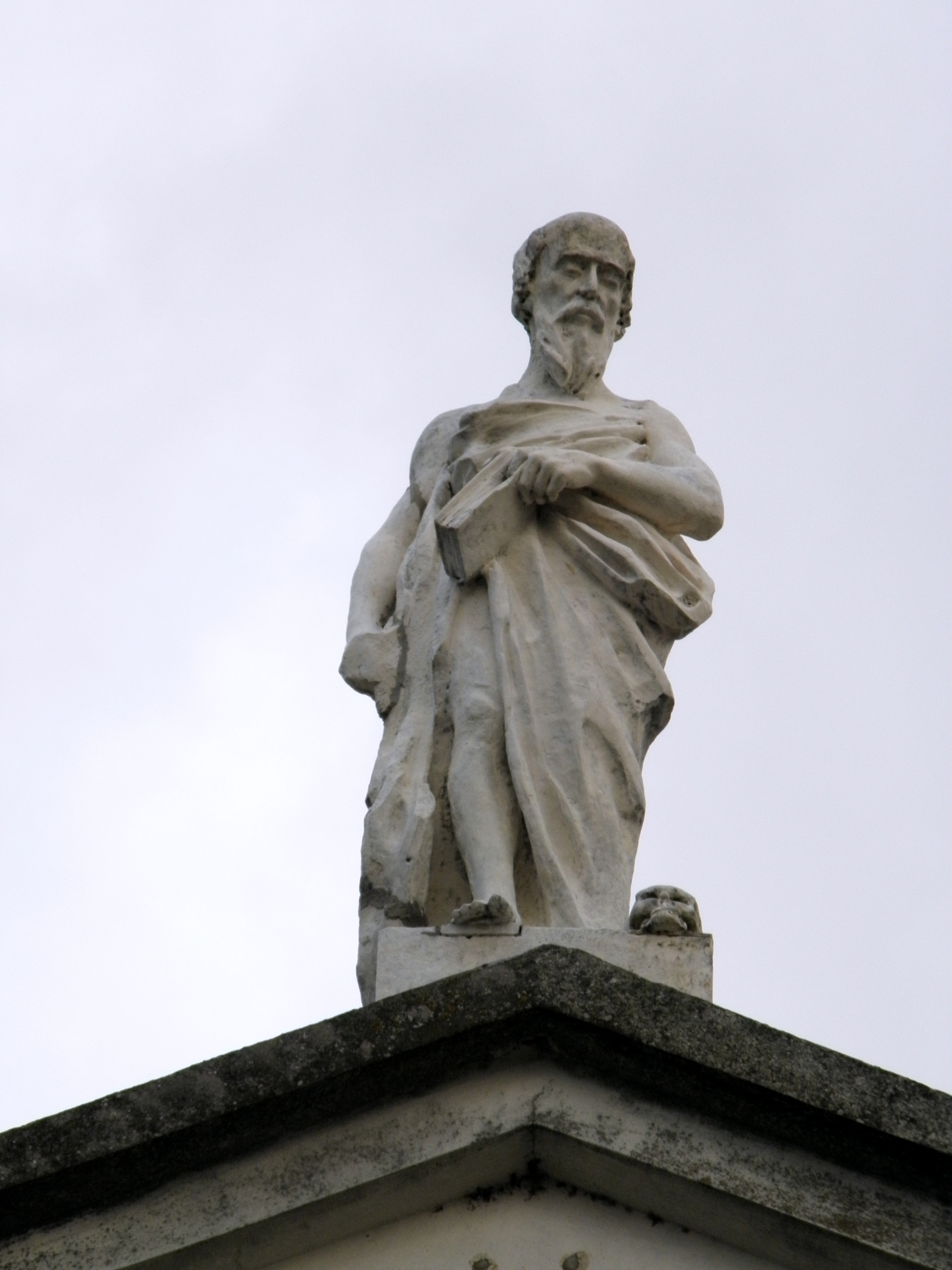
Statua raffigurante San Girolamo posta sul colmo della facciata della chiesa

### Esterni
La chiesa si trova a Pissatola, frazione di Trecenta in provincia di Rovigo. L'edificio mostra orientamento verso sud ed ha un ampio sagrato. La facciata a salienti di tipo basilicale è suddivisa in tre settori. In quello centrale è posto un arco a tutto sesto cieco che contiene il portale principale di accesso sormontato in asse dalla nicchia piana con l'affresco che raffigura la Madonna. Nei due settori laterali sono posti i due ingressi anteriori secondari. La facciata si completa con la cuspide a due spioventi al centro della quale è posta la statua raffigurante San Girolamo. I prospetti laterali si aprono con finestre a monofora. La copertura del tetto è rifinita in coppi di laterizio. La torre campanaria non è mai stata ricostruita dopo i lavori del XX secolo e il suono delle campane viene diffuso da trombe altoparlanti.

### Interni
La sala è di grandi dimensioni e suddivisa in tre navate, separate pilastri che reggono arcate a tutto sesto. La copertura delle navate è realizzata con soffitti piani. Il presbiterio è leggermente rialzato. L'adeguamento liturgico è stato realizzato entro il 1970 ed è stato conservato l'altare maggiore storico aggiungendo anteriormente la mensa rivolta al popolo.